# Время Доктора
«Время Доктора» (англ. The Time of the Doctor) — специальная рождественская серия возрождённого в 2005 году британского научно-фантастического телесериала «Доктор Кто», выход которой состоялся 25 декабря 2013 года. Сценарий к серии написал шоураннер и исполнительный продюсер Стивен Моффат. Поставил её Джейми Пейн, режиссёр, ранее работавший над эпизодом «Прячься» (2013).
В серии инопланетный путешественник во времени Доктор (Мэтт Смит) и его спутница Клара Освальд (Дженна-Луиза Коулман) прибывают на планету Трензалор в маленький город под названием Рождество, чтобы выяснить природу зашифрованного послания, транслирующегося оттуда на всё пространство и время.
В спецвыпуске состоялось последнее полноценное появление Мэтта Смита в роли Одиннадцатого Доктора и первое полноценное появление Двенадцатого Доктора, которого сыграл шотландский актёр Питер Капальди. Сцена регенерации Доктора привлекла к просмотру эпизода аудиторию в 10,2 млн человек. Окончательный показатель оказался равен 11,14 млн зрителей, что сделало его пятым по популярности из всех рождественских спецвыпусков шоу. Серия получала в основном положительные отзывы критиков. «Время Доктора» стало 800 серией шоу.

## Предыстория
Доктор — путешественник в пространстве и времени. Он выглядит как человек, но относится к расе Повелителей Времени с планеты Галлифрей, которые обладают способностью регенерировать (перерождаться) при получении смертельных повреждений. В результате регенерации Повелитель Времени меняет свою внешность и характер. В качестве способа передвижения Доктор использует ТАРДИС (англ. TARDIS — Time And Relative Dimension(s) In Space) — живую машину времени и одновременно космический корабль, внешне копирующую английскую синюю полицейскую будку из 1960-х годов, но вмещающую в себя огромное пространство. В своих путешествиях Доктор спасает разные миры, в том числе и человечество. Практически всегда его сопровождает спутник или спутница. Доктор обладает интеллектом гения. В качестве подручного инструмента для осуществления мелких операций с предметами (запирание-отпирание замков, починка приборов, сканирование чего-либо и т. п.) им применяется звуковая отвёртка.
25 декабря 2009 и 1 января 2010 года были показаны две части рождественского специального выпуска «Доктора Кто» под названием «Конец времени». В силу сложившихся обстоятельств (получена большая доза радиации, несовместимая с жизнью) Десятый Доктор регенерировал в Одиннадцатого Доктора.

## Сюжет
С планеты Трензалор во всё время и пространство начинает транслироваться зашифрованное сообщение. Многие расы, среди которых далеки, киберлюди, сливины и Плачущие ангелы, хотят попасть на планету с целью выяснить происхождение сигнала. Но сделать этого никто не может, потому что Церковь Папского Мэйнфрейма — организация, обеспечивающая безопасность вселенной, окружила Трензалор силовым полем. Доктор, пользуясь знакомством с главой Папского Мэйнфрейма Ташой Лем (Орла Брейди), проникает на планету вместе со своей спутницей Кларой Освальд.
На Трензалоре пара находит маленький город Рождество и выясняет, что таинственный сигнал исходит из трещины в пространстве. Доктор расшифровывает сообщение, которое оказывается повторяющимся вопросом: «Доктор кто?» Путешественник во времени понимает, что этот вопрос исходит с его родной планеты Галлифрей и адресован ему: если Доктор ответит на него, назвав своё настоящее имя, то Повелители Времени вернутся из карманной вселенной в эту. Доктор осознаёт, что не может сейчас помочь своей расе, так как если Галлифрей возродится на Трензалоре, то другие инопланетяне сразу же атакуют его и начнётся новая Война Времени.
Доктор отсылает Клару домой на Землю, а сам остаётся на Трензалоре охранять Рождество. Со временем враждебные инопланетяне начинают проникать на планету, и Доктор вынужден им противостоять. Так проходит 300 лет. Клара вновь прибывает на Трензалор, где проводит вечер с постаревшим Доктором, после чего он обманным путем вновь отправляет Клару домой на Землю в её время.
Впоследствии Таша Лем даёт Кларе ещё одну возможность увидеть Доктора, который постарел ещё на 600 лет. В то же самое время флагманский корабль далеков прорывает защиту Папского Мэйнфрейма и зависает над городом. Доктор выходит к противникам, а Клара, понимая, что он вот-вот будет убит, просит помощи у Повелителей Времени через трещину в пространстве. В момент разговора Доктора с далеками галлифрейцы создают на небе новую трещину и отправляют через неё регенерационную энергию.
Доктор принимает посланную энергию на целый новый цикл регенераций и стреляет ею в корабль далеков. Флагман взрывается. Клара выводит людей из укрытия и возвращается к ТАРДИС. Убирает висящую телефонную трубку. В следующем сезоне Клара понимает, зачем Доктор её достал. Доктор тоже заходит в ТАРДИС. Затем он подвёл итоги маленьким рассуждением, что всё не вечно. В ходе видит образ первого человека, которого он встретил после регенерации, свою первую спутницу Амелию Понд (Карен Гиллан). Одиннадцатый Доктор прощается с Кларой и мгновенно регенерирует в Двенадцатого Доктора (Питер Капальди). Из-за пострегенерационной травмы у него появляются проблемы с памятью: он спрашивает у Клары, не знает ли она, как управлять ТАРДИС.

## Производство

### Кастинг на роль Двенадцатого Доктора
1 июня 2013 года BBC объявило, что Мэтт Смит после почти четырёх лет участия в сериале оставит роль Доктора. Это вызвало массу спекуляций в средствах массовой информации и в среде фанатов по поводу того, кто будет исполнять роль следующего, Двенадцатого Доктора. 4 августа во время специальной передачи Doctor Who Live: The Next Doctor было объявлено, что двенадцатое воплощение путешественника в пространстве и времени сыграет шотландский актёр, лауреат премии Оскар за лучший игровой короткометражный фильм Питер Капальди. Актёр дебютировал в роли Доктора в специальном эпизоде «День Доктора», посвящённом 50-летию сериала, где появился в камео ближе к концу серии. В эпизоде были показаны только его глаза и рука.

### Подготовка
Сценарий к спецвыпуску написал исполнительный продюсер и шоураннер сериала Стивен Моффат. В августе 2013 года Моффат заявил в интервью, что рождественская серия свяжет воедино сюжетные линии эпохи Одиннадцатого Доктора, некоторые из которых были введены в эпизоде «Одиннадцатый час». В том же месяце было объявлено о появлении киберлюдей в спецвыпуске. Каскадёрша Даррелл «Даз» Паркер, постоянно работающая в шоу, написала в Твиттере, что она исполнит роль одного из киберлюдей. Актёр Мэтт Смит сообщил, что съёмки серии стартуют, когда он закончит работу в фильме «Затерянная река». Позже Смит рассказал, что они начнутся в сентябре.

### Съёмки
Съёмки серии начались 8 сентября 2013 года. 10 сентября Мэтт Смит и Дженна Коулман снимались недалеко от дома Лидстеп в Кардиффе, который ранее использовался как дом Розы Тайлер в первом и втором сезонах возрождённого шоу. 19 сентября съёмки проходили в лесу Пазлвуд на участке, покрытом искусственным снегом. 5 октября продюсер сериала Маркус Уилсон сообщил через Твиттер, что съёмки серии были завершены.
Эпизод был срежиссирован Джейми Пэйном, который ранее работал над эпизодом «Прячься». Мэтт Смит снимался в парике для имитации причёски Доктора, так как его роль в фильме «Затерянная река» требовала, чтобы он побрился наголо.

## Маркетинг
Превью эпизода было показано после трансляции спецвыпуска «День Доктора», анонсировав участие киберлюдей, Тишины, далеков, сонтаранцев и Плачущих ангелов, а также подтвердив возвращение Доктора на планету Трензалор. Название серии и постер были представлены 26 ноября. В состав рождественского трейлера канала BBC вошли фрагменты, также подтверждающие появление далеков и киберлюдей. Большинство промоматериалов было представлено в декабре на сайте сериала в разделе Adventure Calendar. 11 декабря в эфире BBC состоялась премьера 35-секундного трейлера, в котором присутствовали далеки, произносящие фразу «Доктор регенерирует!», Тишина, киберлюди, члены Церкви Папского Мэйнфрейма, ранее представленной в эпизодах «Время ангелов», «Плоть и камень» и «Хороший человек идёт на войну», а также Доктор и Клара. 17 декабря канал BBC One выпустил другой рождественский трейлер, в котором показана Клара, говорящая по телефону с Доктором во время нападения киберлюдей на ТАРДИС. До трансляции серии было представлено ещё три дополнительных превью.

## Показ и рейтинги
Эпизод «Время Доктора» был показан в Великобритании на канале BBC One на Рождество 2013 года и получил начальный рейтинг в 8,30 млн зрителей против 7,9 млн зрителей, посмотревших долгоиграющий британский сериал «Улица Коронации» (однако позже окончательная цифра составила 8,27 млн с учётом повторного показа на ITV+1). «Доктор Кто» стал самой популярной телепрограммой за весь день, а последние пять минут серии (сцена регенерации от Смита к Капальди) получили наивысший пик зрительской аудитории, составивший 10,2 млн. Окончательный показатель был равен 11,14 млн, что сделало эпизод пятым по популярности из всех рождественских спецвыпусков шоу. Также 25 декабря состоялся показ в США на канале BBC America, собравший аудиторию в 2,47 млн зрителей, тем самым побив предыдущий рекорд, установленный серией «День Доктора». В Канаде показ серии прошёл на канале Space в Германии на Fox и в Израиле на Yes Action. 26 декабря эпизод вышел в Австралии в эфире ABC1 и в Новой Зеландии на Prime Television, где его посмотрели 106,390 зрителей.
В Великобритании серия получила высокий индекс оценки 83. Серия имеет рейтинг 75 % «свежести» на сайте Rotten Tomatoes.

## Критика
Эпизод «Время Доктора» в основном получил положительные отклики критиков. Дэн Мартин из газеты The Guardian назвал серию «чрезвычайно хорошей». По его словам, Стивен Моффат «исполнил ремикс из мифологии шоу четвёртый раз подряд, связав нити, которые тянутся к началу пути Мэтта Смита». Также он добавил: «Прекрасно, что перезагрузка его цикла регенерации сделана просто… Кто мог предположить, что обновленный цикл регенераций будет выторгован лишь потому, что о нём вежливо попросит лучший друг?»
Сайт IGN оценил эпизод в 8,4 балла. Рецензия включала следующее мнение: «„Время Доктора“ — образцовое упражнение в чествовании любимого человека, которому предстоит уйти. Если вашим глазам удалось остаться сухими во время прощания Доктора с Кларой, то вам, вероятно, следует проверить и перепроверить работу вашего сердца». Также рецензенты похвалили Карен Гиллан за «довольно приятное для масс и слезоточивое камео». Критикуя «быстрый, почти запыхавшийся» темп серии, они пришли к выводу, что она «стала меланхоличным и всё же, в конечном счете, весёлым концом для одного из лучших Докторов шоу на сегодняшний день».
В статье Los Angeles Times подчеркнули, что Мэтт Смит покинул сериал «c комической энергией» и «грацией».
Блогом io9 было отмечено сходство между эпизодом и предыдущей историей с регенерацией: в «Конце времени» перед изменением внешности Доктор также видит человека, которого он впервые встретил в своем нынешним воплощении. Моффат подвергся критике ресурса за очередной «карнавал монстров, на сей раз ничем не оправданный, кроме возможной крутизны момента». Также было высказано мнение о необходимости разделения сюжета на две серии, как в случае с «Концом времени», позволившим бы сценаристу глубже раскрыть некоторые детали. В то же время блогеры похвалили Смита, подчеркнув «достойное завершение его эпохи».
Джон Купер из газеты The Daily Mirror дал положительный отзыв эпизоду, назвав его «несомненно светлым моментом рождественской телепрограммы» и «подарившим Мэтту Смиту идеальные проводы». Критике он подверг темп серии: «Зрители, надеясь на межгалактическую кровавую бойню, должно быть, остались разочарованными, так как сотни лет межвидовой войны были пропущены в мгновение ока». Также Купер счёл надобность в каждом из врагов Доктора по отдельности бессмысленной, отмечая, что «одних только далеков было более чем достаточно». Как и некоторые другие рецензенты, он нашёл сходство с «Концом времени», главным образом, в сцене перевоплощения, в которой Доктор снимает один из элементов своего костюма, и уже традиционной отсылкой к предыдущей регенерации со вступительной репликой Капальди про почки. Итоговая оценка составила четыре звезды из пяти.
В рецензии The Independent было отмечено, что «Смит дал разрушительное финальное выступление, перед тем как откланяться», а сам эпизод назван «научно-фантастически захватывающим». Негативную реакцию вызвал слишком сложный сюжет
Морган Джеффри с сайта Digital Spy поставил эпизоду четыре звезды из пяти. По его словам, «Мэтт Смит перетягивает на себя внимание, и его последнее появление в „Докторе Кто“ является одним из лучших, возможно, самым лучшим». Он также провел параллель с заключительным эпизодом Дэвида Теннанта, отметив «красоту сцены регенерации Смита, в которой, как и до него Теннанту, ему удалось немного разрушить „четвёртую стену“ в своем продолжительном последнем монологе», «что было прекрасно». Джеффри высоко оценил актёрскую игру Дженны Коулман. По его мнению, образ Клары прописан в более человечной, чуткой манере «на волне линии „Невозможной девчонки“». Несмотря на то что такие подходы были «исполнены благих намерений, но поспешны», рецензент называл их «шагами в правильном направлении» развития персонажа. Говоря о минусах, он назвал «Время Доктора» «случаем, когда отдельные части превосходят целое», так как «в нём есть великолепные сцены и выдающиеся моменты, но он не является великолепным эпизодом». Помимо этого, критике подвергся сценарий за «повторяющуюся сюжетную структуру, лишившую многие ключевые моменты своей мощности».
Журналист портала The A.V. Club Аласдейр Уилкинс в своём обзоре похвалил серию за тонкие эмоциональные проблемы. По его мнению, «этот эпизод принадлежит Мэтту Смиту и, вполне вероятно, войдёт в историю как лучшая его работа в этой роли», а Стивен Моффат поставил в центре внимания лучшие аспекты Доктора Смита: «Он попеременно сварливый, смешной, неловкий, кокетливый, любознательный, ветреный и убитый горем». Старческий грим Уилкинс назвал «не совсем убедительным» и в то же время добавил, что «любой возрастной грим и до этого не выглядел убедительным», а «Смит прекрасно выступил в образах всё более и более дряхлых версий Доктора». Он также высоко оценил эпизод скорее как эффектный «финальный акт», нежели самостоятельную историю, и поставил ему рейтинг «A».
По мнению Кайла Андерсон из Nerdist, «Время Доктора» «может оставить равнодушным определённую часть фэндома», и в то же время он «не мог представить себе лучшего способа завершить срок пребывания [Смита] в качестве Одиннадцатого Доктора». Он отметил, что «несмотря на большое количество несвязанных сюжетных линий, Стивену Моффату удалось так или иначе их объединить». Защита Трензалора Доктором была описана следующим образом: «Это именно то событие, которое является идеальным прощанием с Одиннадцатым Доктором. Он — Доктор, кто убегал больше, чем любой другой, не желая привязываться к одному месту или времени… вынужденный остаться, чтобы спасти каждую жизнь, которую сможет». В заключительной сцене, по словам Андерсона, «Одиннадцатый Доктор уходит с достоинством», а «в первом мимолетном представлении следующий Доктор, Питер Капальди, столь же интенсивный и странный, как и, вероятно, ожидалось».
В рецензии для The Daily Telegraph Тим Мартин поставил эпизоду три звезды, критикуя его запутанность и тот факт, что ответы на все сюжетные дыры последних трёх сезонов были даны всего за шестьдесят минут: «Каждый раз сюжетный гордиев узел развязывается звуковой отвёрткой в угоду 60-минутному лимиту, и сценаристы лишь выкачивают остатки [сюжета] на потом. В чём дело с жуткими мозгостирающими существами, известными как Тишина? Потом. Имя Доктора? Потом. И затем мы получаем „Время Доктора“, где каждая вторая реплика кажется примечанием в какой-то тайной вики-статье на Whovian lore». Мартин похвалил последнее появление Смита, написав, что «актёр был весьма хорош в роли по-детски непосредственного пришельца».
Обозреватели Radio Times заявили, что «действительно воодушевились текущей спутницей, особенно когда она освободилась от „багажа Невозможной девчонки“». Клару в исполнении Дженны Коулман они описали как «бойкую, находчивую и лучшего друга во плоти», являющуюся «ощутимым эхом Сары Лиз Слейден». Сцена, в которой Доктор видит Эми перед перевоплощением, а также сцена уничтожения корабля далеков артронной энергией по аналогии с разрушением ТАРДИС во время регенерации Десятого Доктора, были отмечены как отсылки к спецвыпуску «Конец времени». В Питере Капальди журналисты увидели «Доктора мечты».

## Релиз на видео
Серия «Время Доктора» вышла на DVD и Blu-Ray в Великобритании 20 января 2014 года, в Австралии 22 января и должна была быть выпущена в США 4 марта. На дисках присутствуют дополнительные материалы «За объективом» (англ. Behind the Lens), «Байки из ТАРДИС» (англ. Tales from the TARDIS) и «Прощание с Мэттом Смитом» (англ. Farewell to Matt Smith). В Великобритании и Австралии в комплект входит ещё один диск со специальными рождественскими эпизодами 2010, 2011 и 2012 годов «Рождественская песнь», «Доктор, вдова и платяной шкаф» и «Снеговики» соответственно.